# Jon Taylor
Jon Peter Taylor (Liverpool, 20 luglio 1992) è un calciatore inglese, centrocampista del Salford City.

## Carriera
Cresciuto nel Wigan, nel 2008 si trasferisce allo Shrewsbury Town, venendo inserito definitivamente in prima squadra due anni più tardi. Dopo aver conquistato una promozione in League One, il 4 giugno 2014 lascia i Blues in seguito alla retrocessione e firma un triennale con il Peterborough United. Il 3 agosto 2016 viene acquistato per 500.000 sterline dal Rotherham United, diventando così l’acquisto più costoso della storia dei Millers. Il 9 agosto 2019, rimasto svincolato, viene tesserato dal Doncaster, con cui firma un biennale.

## Statistiche

### Presenze e reti nei club
Statistiche aggiornate al 22 settembre 2019.
| Stagione                | Squadra                 | Campionato              | Campionato | Campionato | Coppe nazionali | Coppe nazionali | Coppe nazionali | Coppe continentali | Coppe continentali | Coppe continentali | Altre coppe | Altre coppe | Altre coppe | Totale | Totale | Totale |
| Stagione                | Squadra                 | Comp                    | Pres       | Reti       | Comp            | Pres            | Reti            | Comp               | Pres               | Reti               | Comp        | Pres        | Reti        | Pres   | Reti   |        |
| ----------------------- | ----------------------- | ----------------------- | ---------- | ---------- | --------------- | --------------- | --------------- | ------------------ | ------------------ | ------------------ | ----------- | ----------- | ----------- | ------ | ------ | ------ |
| gen.-giu. 2010          | Shrewsbury Town         | FL2                     | 2          | 0          | FACup+CdL       | -               | -               | -                  | -                  | -                  | FLT         | -           | -           | 2      | 0      |        |
| 2010-2011               | Shrewsbury Town         | FL2                     | 20+2       | 6          | FACup+CdL       | 0+0             | 0               | -                  | -                  | -                  | FLT         | 0           | 0           | 22     | 6      |        |
| 2011-2012               | Shrewsbury Town         | FL2                     | 33         | 0          | FACup+CdL       | 2+1             | 0               | -                  | -                  | -                  | FLT         | 0           | 0           | 36     | 0      |        |
| 2012-2013               | Shrewsbury Town         | FL1                     | 37         | 6          | FACup+CdL       | 1+0             | 0               | -                  | -                  | -                  | FLT         | 1           | 0           | 39     | 6      |        |
| 2013-2014               | Shrewsbury Town         | FL1                     | 41         | 9          | FACup+CdL       | 1+1             | 0               | -                  | -                  | -                  | FLT         | 1           | 0           | 44     | 9      |        |
| Totale Shrewsbury Town  | Totale Shrewsbury Town  | Totale Shrewsbury Town  | 133+2      | 21         |                 | 6               | 0               |                    | -                  | -                  |             | 2           | 0           | 143    | 21     |        |
| 2014-2015               | Peterborough Utd        | FL1                     | 24         | 3          | FACup+CdL       | 1+0             | 0               | -                  | -                  | -                  | FLT         | 0           | 0           | 25     | 3      |        |
| 2015-2016               | Peterborough Utd        | FL1                     | 44         | 11         | FACup+CdL       | 4+2             | 2+0             | -                  | -                  | -                  | FLT         | 1           | 0           | 51     | 13     |        |
| Totale Peterborough Utd | Totale Peterborough Utd | Totale Peterborough Utd | 68         | 14         |                 | 7               | 2               |                    | -                  | -                  |             | 1           | 0           | 76     | 16     |        |
| 2016-2017               | Rotherham Utd           | FLC                     | 42         | 4          | FACup+CdL       | 0+1             | 0               | -                  | -                  | -                  | -           | -           | -           | 43     | 4      |        |
| 2017-2018               | Rotherham Utd           | FL1                     | 25+3       | 4+1        | FACup+CdL       | 1+1             | 0               | -                  | -                  | -                  | FLT         | 2           | 0           | 32     | 5      |        |
| 2018-2019               | Rotherham Utd           | FLC                     | 41         | 4          | FACup+CdL       | 1+2             | 0               | -                  | -                  | -                  | -           | -           | -           | 44     | 4      |        |
| Totale Rotherham Utd    | Totale Rotherham Utd    | Totale Rotherham Utd    | 108+3      | 12+1       |                 | 6               | 0               |                    | -                  | -                  |             | 2           | 0           | 119    | 13     |        |
| 2019-2020               | Doncaster               | FL1                     | 7          | 1          | FACup+CdL       | 0+1             | 0               | -                  | -                  | -                  | FLT         | 1           | 0           | 9      | 1      |        |
| Totale carriera         | Totale carriera         | Totale carriera         | 316+5      | 48+1       |                 | 20              | 2               |                    | -                  | -                  |             | 6           | 0           | 347    | 51     |        |